# Fergus Anderson
Fergus Kenrick Anderson (Escocia, 9 de febrero de 1909 - Floreffe, Bélgica, 6 de mayo de 1956) fue un piloto de motociclismo escocés. Fue bicampeón del mundo de 350 cc en 1953 y 1954. Su nombre figura en la lista de «los más buscados» de los nazis elaborada antes de su intención de invasión de Gran Bretaña (publicado en línea como el «Libro Negro de Hitler» por Forces War Records).
En 1950 firmó con Moto Guzzi y compitió en la categoría de 250 cc. Convenció a Moto Guzzi en crear una moto de 350 cc, inicialmente de 320 cc pero más tarde una 350 cc. Ganó el campeonato mundial de 350 cc de 1953 en el primer año de competición de la moto. Repitió esta hazaña de nuevo en 1954. Sus victorias en el campeonato mundial de 350 cc fueron las primeras por una moto no británica.
Se retiró de las carreras para convertirse en el mánager del equipo Moto Guzzi, pero abandonó la disputa por tener una mano más libre en el funcionamiento del equipo. Regresó a las carreras y se le ofreció una moto de fábrica de BMW. Murió en 1956 después de ser arrojado de su motocicleta en una carrera en Bélgica en Floreffe.

## Resultados en el Campeonato del Mundo
Sistema de puntuación en 1949:
| Posición | 1.º | 2.º | 3.º | 4.º | 5.º | Vuelta rápida |
| Puntos   | 10  | 8   | 7   | 6   | 5   | 1             |

Sistema de puntuación desde 1950 hasta 1968:
| Posición | 1.º | 2.º | 3.º | 4.º | 5.º | 6.º |
| Puntos   | 8   | 6   | 4   | 3   | 2   | 1   |

(carreras en cursiva indica vuelta rápida)
| Año  | Cat.  | Equipo     | 1       | 2       | 3      | 4       | 5       | 6       | 7     | 8       | 9     | Pts. | Pos. |
| ---- | ----- | ---------- | ------- | ------- | ------ | ------- | ------- | ------- | ----- | ------- | ----- | ---- | ---- |
| 1949 | 250cc | Moto Guzzi | IOM -   | SUI 3   | ULS -  | NAT -   |         |         |       |         |       | 8    | 8.º  |
| 1950 | 250cc | Moto Guzzi | IOM -   | SUI Ret | ULS -  | NAT 2   |         |         |       |         |       | 6    | 3.º  |
| 1951 | 250cc | Moto Guzzi |         | SUI -   | IOM NC | BEL -   |         | FRA 4   | ULS - | NAT -   |       | 3    | 8.º  |
| 1951 | 500cc | Moto Guzzi | ESP Ret | SUI 1   | IOM -  | BEL Ret | NED Ret | FRA 7   | ULS - | NAT -   |       | 8    | 7.º  |
| 1952 | 250cc | Moto Guzzi | SUI 1   | IOM 1   | NED 3  | GER -   | ULS Ret | NAT 3   |       |         |       | 24   | 2.º  |
| 1953 | 250cc | Moto Guzzi | IOM 1   | NED 2   |        | GER -   |         | ULS 3   | SUI 3 | NAT Ret | ESP 3 | 22   | 4.º  |
| 1953 | 350cc | Moto Guzzi | IOM 3   | NED Ret | BEL 1  |         | FRA 1   | ULS -   | SUI 1 | NAT 2   | ESP - | 34   | 1.º  |
| 1953 | 500cc | Moto Guzzi | IOM -   | NED Ret | BEL 7  | GER -   | FRA -   | ULS -   | SUI - | NAT Ret | ESP 1 | 8    | 9.º  |
| 1954 | 250cc | Moto Guzzi | FRA -   | IOM 5   | ULS -  |         | NED -   | GER -   | SUI - | NAT -   |       | 2    | 15.º |
| 1954 | 350cc | Moto Guzzi | FRA -   | IOM Ret | ULS -  | BEL 2   | NED 1   | GER Ret | SUI 1 | NAT 1   | ESP 1 | 38   | 1.º  |
| 1954 | 500cc | Moto Guzzi | FRA -   | IOM Ret | ULS -  | BEL Ret | NED 2   | GER 5   | SUI - | NAT 9   | ESP - | 8    | 7.º  |
| 1955 | 350cc | Norton     |         | FRA -   | IOM -  | RFA -   | BEL -   | NED -   | ULS - | NAT 13  |       | 0    | –    |
| 1955 | 500cc | Moto Guzzi | ESP -   | FRA -   | IOM -  | RFA -   | BEL Ret | NED -   | ULS - | NAT -   |       | 0    | –    |